# Герб Шептаків

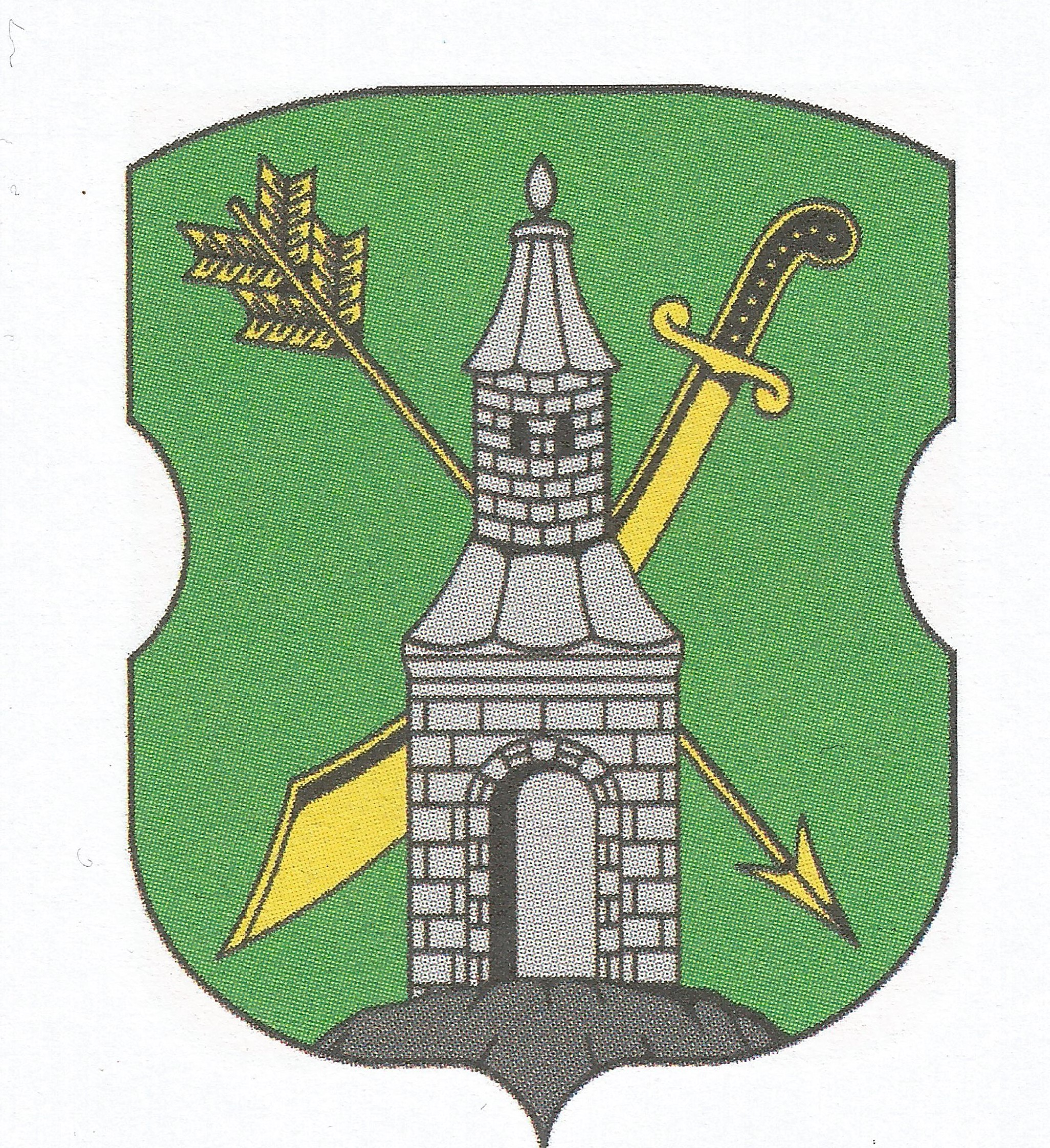

Герб Шептаків — символ самоврядування громади села Шептаки.

## Історія
Історія виникнення невідома. Письмові джерела, стосовно дати виникнення герба не збереглися. Веде своє походження від відповідного гербу, зображеного на печатці Шептаківської сотні.

## Опис
На зеленому тлі щита — вежа, за якою перехрещені, обернені вістрями донизу золоті стріла й шабля.

## Схожість
Схожий до герба Новгород-Сіверського